# Hugues Ier de Lusignan (roi de Chypre)
Pour les articles homonymes, voir Hugues Ier et Hugues de Lusignan.
Hugues Ier de Lusignan, né en 1193 ou 1194 et mort le 10 janvier 1218, est un roi de Chypre de 1205 à 1218, issue de la Maison de Lusignan.

## Biographie

### Famille
Hugues est le troisième fils et le dernier enfant d'Aimery II de Lusignan (av. 1152-1205), seigneur (1194-1197), puis roi de Chypre (1197-1205), roi de Jérusalem (1198-1205), et d'Echive d'Ibelin (v.  1160-1196/97).

### Enfance
Dès sa naissance, Hugues est fiancé à Philippa de Champagne, fille d’Henri II de Champagne, roi de Jérusalem, et d’Isabelle de Jérusalem, tandis que ses deux frères aînés, Guy et Jean, sont fiancés aux deux sœurs aînées de Philippa. Le but de ces fiançailles est de rapprocher les deux royaumes, quelque peu brouillés depuis l’éviction de Guy de Lusignan du royaume de Jérusalem. Mais Henri de Champagne meurt peu après, en 1197, Aimery II de Lusignan est choisi par les barons pour devenir roi de Jérusalem et les fiançailles sont oubliées.
Aimery II meurt à son tour le 1er avril 1205, et les deux royaumes sont de nouveau séparés. Marie de Montferrat, fille de Conrad de Montferrat et d’Isabelle de Jérusalem, monte sur le trône de Jérusalem sous la régence de Jean d’Ibelin, tandis qu’Hugues Ier montre sur le trône de Chypre, sous la régence de Gautier de Montbéliard.

#### Régence
Gautier de Montbéliard se montre un régent fidèle, mais dur et cupide et qui profite de la régence pour s’enrichir ; il semble qu’il réduisit le train de vie du jeune roi. Vers 1206 ou 1207, il conduit une expédition à Satalie pour secourir son seigneur, Aldobrandini, menacé par les Turcs. Afin de resserrer les alliances entre les deux royaumes, les deux régents de Jérusalem et de Chypre organisent le mariage d’Henri Ier, qui est célébré en septembre 1210, non pas avec son ancienne fiancée, mais avec la sœur aînée de cette dernière, Alix de Champagne-Jérusalem. Philippa, qui n’est pas encore mariée et dont on ne sait pas pourquoi elle est évincée, épousera en 1213 un seigneur champenois, Érard de Brienne, seigneur de Ramerupt.

#### Emancipation
Malgré sa cupidité, Gautier de Montbéliard hâte l’émancipation du roi, qui se fait en 1210, mais ce dernier le disgrâce, lui confisque ses biens et l’exile. Gautier se rend à Saint-Jean-d’Acre où il reçoit le meilleur accueil, ce qui cause une tension entre les deux royaumes.

### Règne
Hugues est un roi dur et tyrannique, souvent emporté et violent, mais dont les colères ne durent pas, nous dit le continuateur de la chronique de Guillaume de Tyr. Un conflit l’oppose au pape Innocent III à propos de la nomination des évêques, Hugues Ier doit consentir à laisser le libre choix aux chapitres, mais les successeurs d’Hugues interviendront de nouveau dans les élections. Afin d’assurer la défense militaire de son île, Hugues favorise l’implantation des ordres du Temple et de Saint-Jean de l’Hôpital.

#### Conflit religieux
En 1213, un litige l’oppose au patriarche latin de Constantinople, ce dernier voulant placer l’Église de Chypre sous son autorité. Après discussion lors du IVe concile de Latran, l’église de Chypre garde son indépendance.

### Décès
Au début de l’année 1218, sa demi-sœur Mélisende de Lusignan épouse le prince Bohémond IV d'Antioche. Peu après les festivités, Hugues tombe malade et meurt à Tripoli le 10 janvier 1218.

## Mariage et descendance

### Alix de Champagne
Hugues épouse en 1210 Alix de Champagne (1195-1246), fille d’Henri II de Champagne, (1166-1197), comte de Champagne (1181-1197), et d’Isabelle de Jérusalem, reine de Jérusalem (1192-1205). Cette dernière, veuve d'Henri II de Champagne, se remarie avec Aimery II de Lusignan et devient la mère de ses trois demi-frère et sœurs.
Avec Alix de Champagne, Hugues a pour enfants :
- Marie de Lusignan (av. 1215-1251 ou 1253), mariée en 1233 à Gautier IV (1200-1244), comte de Brienne, de Jaffa et d'Ascalon, d'où la suite des comtes de Brienne ;
- Isabelle de Lusignan (av. 1216-ap. 1264), mariée en 1233 avec Henri de Poitiers-Antioche (♰ 1276). De cette union est issu :
  - Hugues III d'Antioche (1235-1284), fondateur de la seconde Maison de Lusignan, roi de Chypre, prétendant au trône de Jérusalem en 1268 ;
- Henri Ier de Lusignan dit le Gros (1217-1253), roi de Chypre (1218-1253).

## Sources et bibliographie